# Тименка (Палехский район)
Ти́менка — село в Палехском районе Ивановской области. Входит в Раменское сельское поселение.

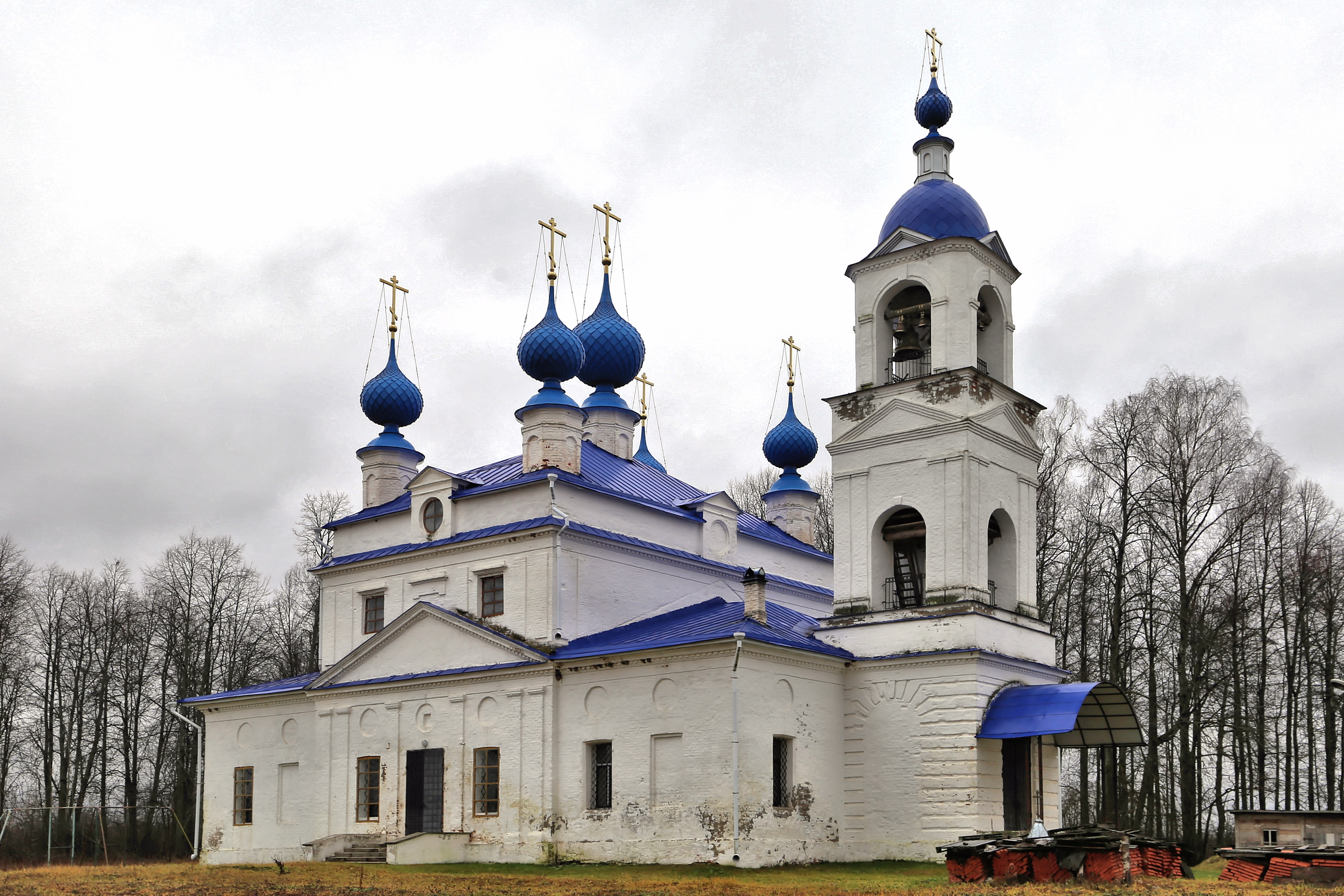
церковь Казанской иконы Божией Матери

## География
Находится в 5 км к югу от Палеха.
К селу примыкают более мелкие деревни: Хрулёво, Бурдинка, Костюхино.

## История
Впервые деревня (сельцо) Тименка упоминается в исторических документах под 1678 годом, когда оно принадлежало шуйскому воеводе Григорию Борисовичу Кайсарову.
Была центром сельского поселения.

### Русская православная церковь
Уже в 1770 году в Тименке существовал деревянный храм в честь Анны-пророчицы, построенный гораздо ранее.
В 1795—1806 годах на возвышенном месте в центре села был выстроен кирпичный храм Казанской иконы Божией Матери. Храм закрыт решением облисполкома от 15 августа 1940 года и использовался как склад. Первое богослужение после закрытия храма состоялось на Пасху в 2002 году. В настоящее время церковь реставрируется. Восстановлена колокольня и все купола, идёт отделка внутри церкви.

## Население
| 1859 | 1905 |
| ---- | ---- |
| 126  | 129  |

| 1859 | 1905 | 2010 |
| ---- | ---- | ---- |
| 126  | ↗129 | ↗153 |

## Инфраструктура
Тименский сельский клуб, парк академика Харламова.